# دکتربازی

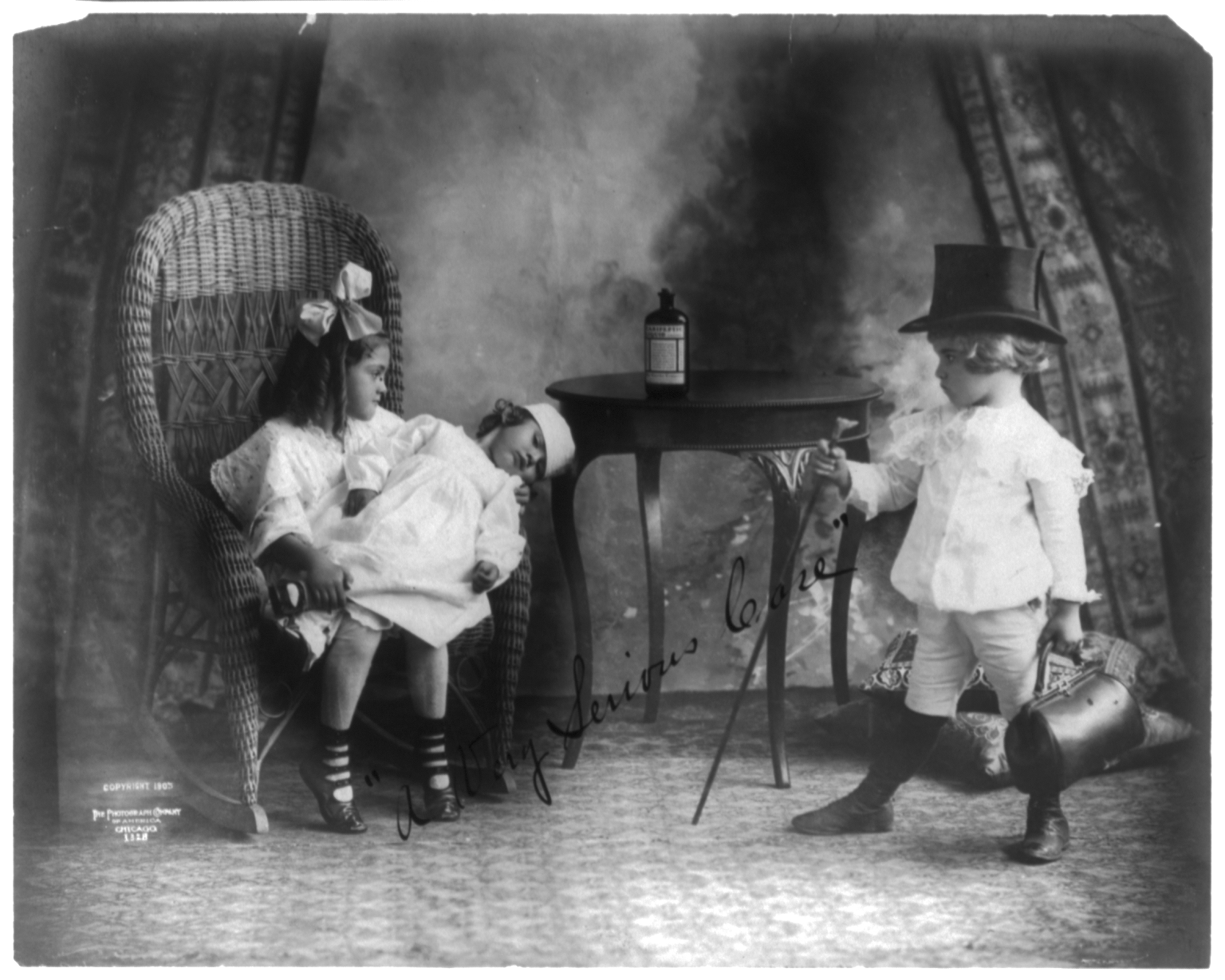
چند کودک در حال دکتر بازی

دکتر بازی به بازی‌ای گفته می‌شوند که در آن یکی از بچه‌ها نقش پزشک و دیگران نقش بیمار را بازی می‌کنند. این بازی ممکن است همراه و بخشی از خاله بازی باشد.

## دیگر معانی
همچنین در فرهنگ عامه و فرهنگ غربی به رفتار کودک در مرحله‌ای از زندگی‌اش که اندام جنسی کودک دیگر را بازبینی می‌کند نیز گفته می‌شود که دیگر این عبارت، بار مثبتی ندارد. 